# Isasicursor
Isasicursor („Isasiho běžec“, podle Marcela Isasiho) byl rod ornitopodního býložravého dinosaura z kladu Elasmaria, který žil v období svrchní křídy (geologický stupeň kampán až maastricht) na území dnešní Patagonie v Argentině (provincie Santa Cruz, nedaleko města El Calafate).

## Historie objevu
Fosilie tohoto menšího býložravého dinosaura byly objeveny v sedimentech geologického souvrství Chorrillo a formálně byly popsány v prosinci roku 2019. Spolu s novým typovým druhem I. santacrucensis byl ze stejných geologických vrstev popsán také nový sauropodní dinosaurus rodu Nullotitan.